# Франклін (Массачусетс)
Франклін (англ. Franklin) — місто (англ. city) в США, в окрузі Норфолк штату Массачусетс. Населення — 33 261 особа (2020).

## Географія
Франклін розташований за координатами 42°5′5″ пн. ш. 71°24′38″ зх. д. / 42.08472° пн. ш. 71.41056° зх. д. (42.084858, -71.410571).  За даними Бюро перепису населення США в 2010 році місто мало площу 70,00 км², з яких 68,96 км² — суходіл та 1,04 км² — водойми.

## Демографія
Згідно з переписом 2010 року, у місті мешкало 31 635 осіб у 10 995 домогосподарствах у складі 8234 родин. Густота населення становила 452 особи/км².  Було 11394 помешкання (163/км²).
Расовий склад населення:
| - 92,8 % — білих - 3,8 % — азіатів - 1,4 % — чорних або афроамериканців - 0,1 % — корінних американців |

До двох чи більше рас належало 1,4 %. Частка іспаномовних становила 2,0 % від усіх жителів.
За віковим діапазоном населення розподілялося таким чином: 28,5 % — особи молодші 18 років, 62,1 % — особи у віці 18—64 років, 9,4 % — особи у віці 65 років та старші. Медіана віку мешканця становила 38,7 року. На 100 осіб жіночої статі у місті припадало 96,1 чоловіків;  на 100 жінок у віці від 18 років та старших — 92,4 чоловіків також старших 18 років.
Середній дохід на одне домашнє господарство  становив 130 720 доларів США (медіана — 108 272), а середній дохід на одну сім'ю — 151 333 долари (медіана — 129 423). Медіана доходів становила 86 161 долар для чоловіків та 64 138 доларів для жінок. За межею бідності перебувало 3,3 % осіб, у тому числі 3,0 % дітей у віці до 18 років та 4,2 % осіб у віці 65 років та старших.
Цивільне працевлаштоване населення становило 17 046 осіб. Основні галузі зайнятості: освіта, охорона здоров'я та соціальна допомога — 23,8 %, науковці, спеціалісти, менеджери — 14,7 %, роздрібна торгівля — 13,0 %.